# Okręg wyborczy St Germans
Okręg wyborczy St Germans powstał w 1562 r. i wysyłał do angielskiej, a następnie brytyjskiej, Izby Gmin dwóch deputowanych. Okręg obejmował wieś St Germans w Kornwalii. Został zlikwidowany w 1832 r.

## Deputowani do brytyjskiej Izby Gmin z okręgu St Germans

### Deputowani w latach 1562-1660
- 1586–1587: Thomas Bodley
- 1593: Sampson Lennard
- 1604–1611: George Carew
- 1604–1611: John Trott
- 1614: John Eliot
- 1621–1622: Richard Buller
- 1621–1622: Richard Tisdale
- 1624–1625: John Stradling
- 1626: John Eliot
- 1628–1629: Thomas Cotton
- 1640–1652: Benjamin Valentine
- 1640–1648: John Moyle
- 1659: John Glanville
- 1659: John St Aubyn

### Deputowani w latach 1660–1832
- 1660–1679: John Eliot
- 1660–1661: Richard Knightley
- 1661–1679: Edward Eliot
- 1679–1701: Daniel Eliot
- 1679–1685: Richard Eliot
- 1685–1689: Thomas Higgons
- 1689–1690: Walter Moyle
- 1690–1698: Henry Fleming
- 1698–1700: John Tanner
- 1700–1708: Henry Fleming
- 1701–1701: John Speccot
- 1701–1701: Daniel Eliot
- 1701–1702: Richard Edgcumbe
- 1702–1705: John Anstis
- 1705–1705: Samuel Rolle
- 1705–1715: Edward Eliot
- 1708–1710: Francis Scobell
- 1710–1722: John Knight
- 1715–1715: Waller Bacon
- 1715–1722: Philip Stanhope, lord Stanhope, wigowie
- 1722–1727: Charles Hamilton, lord Binning
- 1722–1727: Philip Cavendish
- 1727–1733: Gilbert Heathcote
- 1727–1733: Sidney Godolphin
- 1733–1734: Richard Eliot
- 1733–1734: Dudley Ryder
- 1734–1741: Charles Calvert, 5. baron Baltimore
- 1734–1741: Charles Montagu
- 1741–1747: John Hynde Cotton
- 1741–1747: James Newsham
- 1747–1748: Richard Eliot
- 1747–1754: Thomas Potter
- 1748–1768: Edward Craggs-Eliot, wigowie
- 1754–1761: Anthony Champion
- 1761–1765: Philip Stanhope
- 1765–1768: William Hussey
- 1768–1768: Samuel Salt
- 1768–1774: George Jennings
- 1768–1780: Benjamin Langlois
- 1774–1775: Edward Craggs-Eliot, wigowie
- 1775–1776: John Pownall
- 1776–1780: John Peachey
- 1780–1784: Edward James Eliot
- 1780–1784: Dudley Long North, wigowie
- 1784–1790: John Hamilton, torysi
- 1784–1788: Abel Smith
- 1788–1790: Samuel Smith
- 1790–1790: Charles Hamilton
- 1790–1796: George Campbell, markiz Lorne, wigowie
- 1790–1791: Edward James Eliot
- 1791–1802: William Eliot, torysi
- 1796–1802: George Grey, lord Grey, wigowie
- 1802–1806: Thomas Hamilton, lord Binning, torysi
- 1802–1806: James Langham
- 1806–1810: Joseph Sydney Yorke, torysi
- 1806–1812: Matthew Montagu, torysi
- 1810–1812: Charles Philip Yorke, torysi
- 1812–1818: William Henry Pringle, torysi
- 1812–1818: Henry Goulburn, torysi
- 1818–1826: Seymour Thomas Bathurst, torysi
- 1818–1827: Charles Arbuthnot, torysi
- 1826–1832: Charles Ross, torysi
- 1827–1830: James Loch, wigowie
- 1830–1830: Henry Hardinge, torysi
- 1830–1832: Winthrop Mackworth Praed, torysi